# TG2
《TG2》(이탈리아어: Telegiornale 2 텔레조르날레 두에[*])는 이탈리아의 국영TV 채널 Rai 2에서 방송되는 뉴스 프로그램이다.